# العلاقات الفلبينية الكويتية

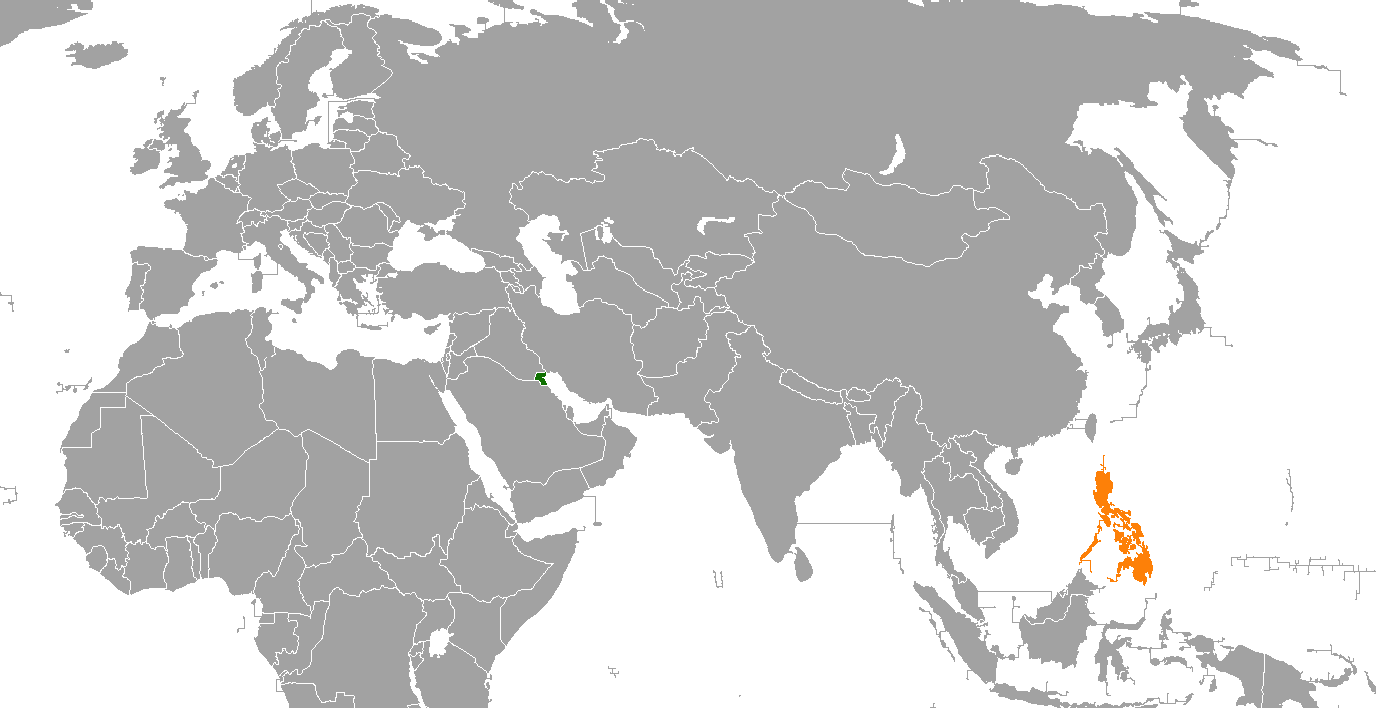

تُشير العلاقات الفلبينية الكويتية إلى العلاقات الدبلوماسية بين الفلبين والكويت.

## التاريخ
تم الاعتراف بالكويت من قِبل الفلبين في سبتمبر 1961، بعد ثلاثة أشهر من حصولها على الاستقلال. وأُقيمت العلاقات الدبلوماسية الرسمية بين البلدين في 17 يناير 1979. وقد أسست الفلبين سفارة في الكويت عام 1979.
كانت الفلبين جزءاً من التحالف بقيادة الولايات المتحدة لتحرير الكويت من السيطرة العراقية خلال حرب الخليج في عام 1991. ثم فتحت الكويت سفارة في مانيلا في 24 مايو 1996.

## العلاقات الاقتصادية

### التجارة
بلغ حجم التجارة بين الكويت والفلبين 779 مليون دولار في عام 2015 مع موازنة التجارة لصالح الكويت. الاستثمارات الكويتية في الفلبين ذات طبيعة زراعية في المقام الأول. في عام 1981، عرضت الشركات الفلبينية عرضاً لبناء طريق سريع بقيمة 300 مليون دولار لربط الكويت ببغداد، وقد تم اعلان العراق على نطاق واسع.

### العمل
يعمل حوالي 250 ألف فلبيني، 65٪ منهم من المساعدين المنزليين ، في الكويت وفقاً لسفارة الفلبين في عام 2018. بدأت عاملات المنازل من الفلبين مع المهاجرين من سريلانكا والهند بالاستقرار في الكويت في السبعينيات. التقارير عن انتهاكات حقوق الإنسان ضد العمال المهاجرين في الكويت بما في ذلك الفلبينيين لا تزال مصدر قلق للفلبين.
وقد أدت حالات الإساءة والاغتصاب المزعومة إلى قيام الفلبينيين بتقديم التماس إلى حكومتهم لحظر نشر المساعدة المنزلية للكويت في عام 2013. وقد جمعت العريضة ما لا يقل عن 10 آلاف توقيع.

### الأزمة الدبلوماسية 2018
بدأت الأزمة الدبلوماسية بين الكويت والفلبين في أوائل عام 2018 بسبب مخاوف الفلبين بشأن وضع العمال المهاجرين الفلبينيين في دولة الخليج.
أصدر الرئيس رودريغو دوتيرتي حظراً على استقبال العمال الفلبينيين في الكويت في فبراير / شباط 2018 بعد سلسلة من الوفيات بين عاملات المنازل الفلبينيين. وأفاد بأن مقتل عاملة منزلية عُثر على جثتها داخل مستودع لم يُعرف عنها منذ تشرين الثاني / نوفمبر 2016، هو الحادث الخاص الذي أدى إلى الحظر.
في أبريل عام 2018، أدى شريط فيديو لعملية مزعومة قام بها مسؤولون في السفارة الفلبينية لإنقاذ الخادمات الفلبينيين من أرباب العمل حسب زعمهم إلى توتر العلاقات بين البلدين. اتهمت الكويت الفلبين بانتهاك السيادة الكويتية.